# Taulusaari (ö i Enare träsk, Enare)
Taulusaari, nordsamiska: Čuárveesuálui, är en ö i Finland. Den ligger sjön Enare träsk och  i kommunen Enare  i den ekonomiska regionen Norra Lappland och landskapet Lappland, i den norra delen av landet, 1 000 km norr om huvudstaden Helsingfors. Öns area är 9,1 hektar och dess största längd är 0,5 kilometer i sydväst-nordöstlig riktning.